# Rabot
Pour les articles homonymes, voir Rabot (homonymie).
 (octobre 2017).
Si vous disposez d'ouvrages ou d'articles de référence ou si vous connaissez des sites web de qualité traitant du thème abordé ici, merci de compléter l'article en donnant les références utiles à sa vérifiabilité et en les liant à la section « Notes et références ».
Un rabot est un outil pour le travail du bois essentiellement composé d'une lame de métal — le fer — ajustée dans un corps en bois, en fer ou en matière synthétique — le fût — qui laisse dépasser la lame.
Il est généralement utilisé par les artisans du bois (charpentier, menuisier, luthier, ébéniste…) pour aplanir le bois, y creuser des moulures ou des rainures. Mais il a aussi donné le nom de raboteur, à la personne dont le métier consiste à faire du rabotage de moulure.

## Description

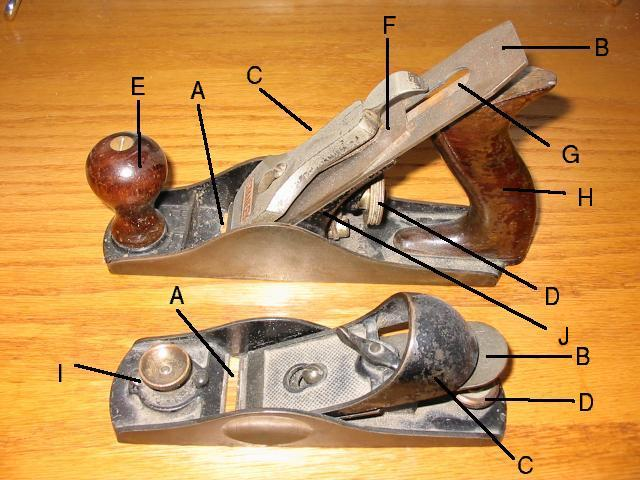
Parties d'un rabot.

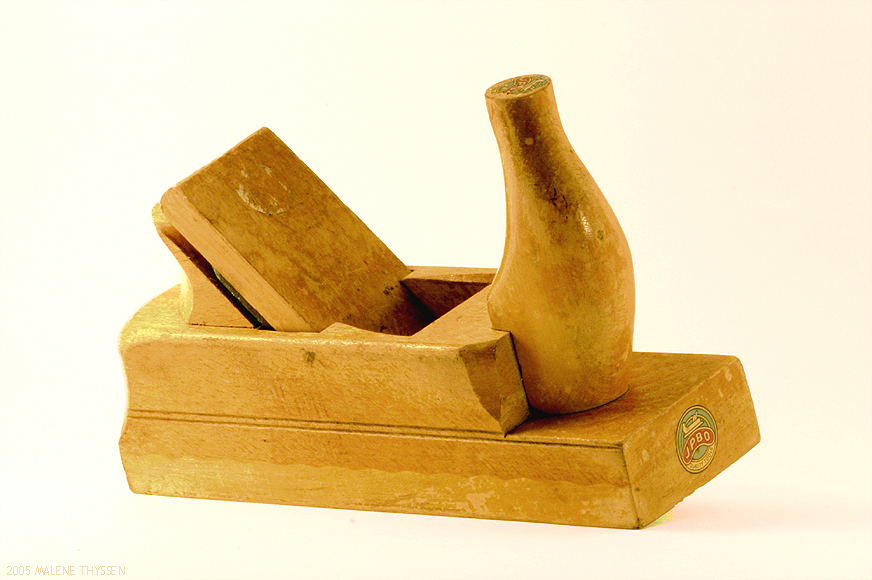
Rabot dit « à corne ».

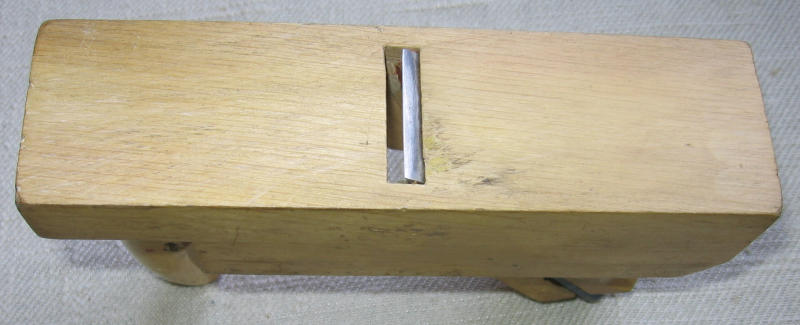
Fût d'un rabot vu par-dessous. La lame dépasse légèrement du plan de la semelle pour racler le bois.

- Le fût du rabot est son corps principal, d'une pièce, sur lequel viennent s'ajuster différents éléments. Sa partie plate inférieure, la semelle, est percée d'un espace, appelé lumière, qui permet le passage du fer et l'évacuation des copeaux. Sa largeur peut être ajustée sur certains modèles. Des orifices ménagés de part et d'autre du fût, les oreillons permettent l'évacuation des copeaux.
- Le fer (B) est la lame (parfois en double) du rabot, biseauté (entre 25 et 30 degrés) et affûté, composé d'un acier spécifique dur et résistant à l'abrasion. La planche du fer (son dos) doit être parfaitement plate et polie afin de permettre un affûtage correct du biseau. Le biseau est généralement orienté vers le bas, mais il est orienté vers le haut sur les rabots à angle faible - comme sur le petit rabot de paume ci-dessus -, utilisés pour le bois de bout. Le fer est monté de manière à dépasser de la semelle du rabot : de quelques millimètres pour le dégrossissage à quelques dixièmes de millimètres pour la finition ; sur certains modèles de rabots métalliques, ce réglage s'effectue parfois par réglage de la partie avant de la semelle (on joue sur la largeur de la lumière) ou de la position d'une sorte de chariot (éléments I et J).
- Le contre-fer (F) est une pièce métallique plaquée contre le fer qui transfère une partie des efforts du presseur au plus près du tranchant et apporte une rigidité significative au fer ; il amortit entre autres les vibrations ; il participe aussi à la bonne élimination des copeaux. Il est rare sur les rabots en bois. Il doit être parfaitement plat sur son extrémité avant afin que les copeaux ne viennent pas se bourrer entre le fer et le contre-fer et est généralement monté en léger recul (moins d'un millimètre) par rapport au tranchant du fer.
- Le presseur (C) est l'élément qui maintient le fer (et l'éventuel contre-fer) en place. Il est constitué d'un simple coin de bois sur les rabots en bois ; il est métallique et fixé par un levier sur les rabots métalliques.
- D - Molette de réglage de la sortie du fer
- E - Poignée avant ou corne.
- G - Ajusteur latéral : il permet de s'assurer que l'arête tranchante est parallèle à la semelle
- H - Poignée arrière

## Utilisation

Utilisation d'un rabot à la façon japonaise, en tirant.

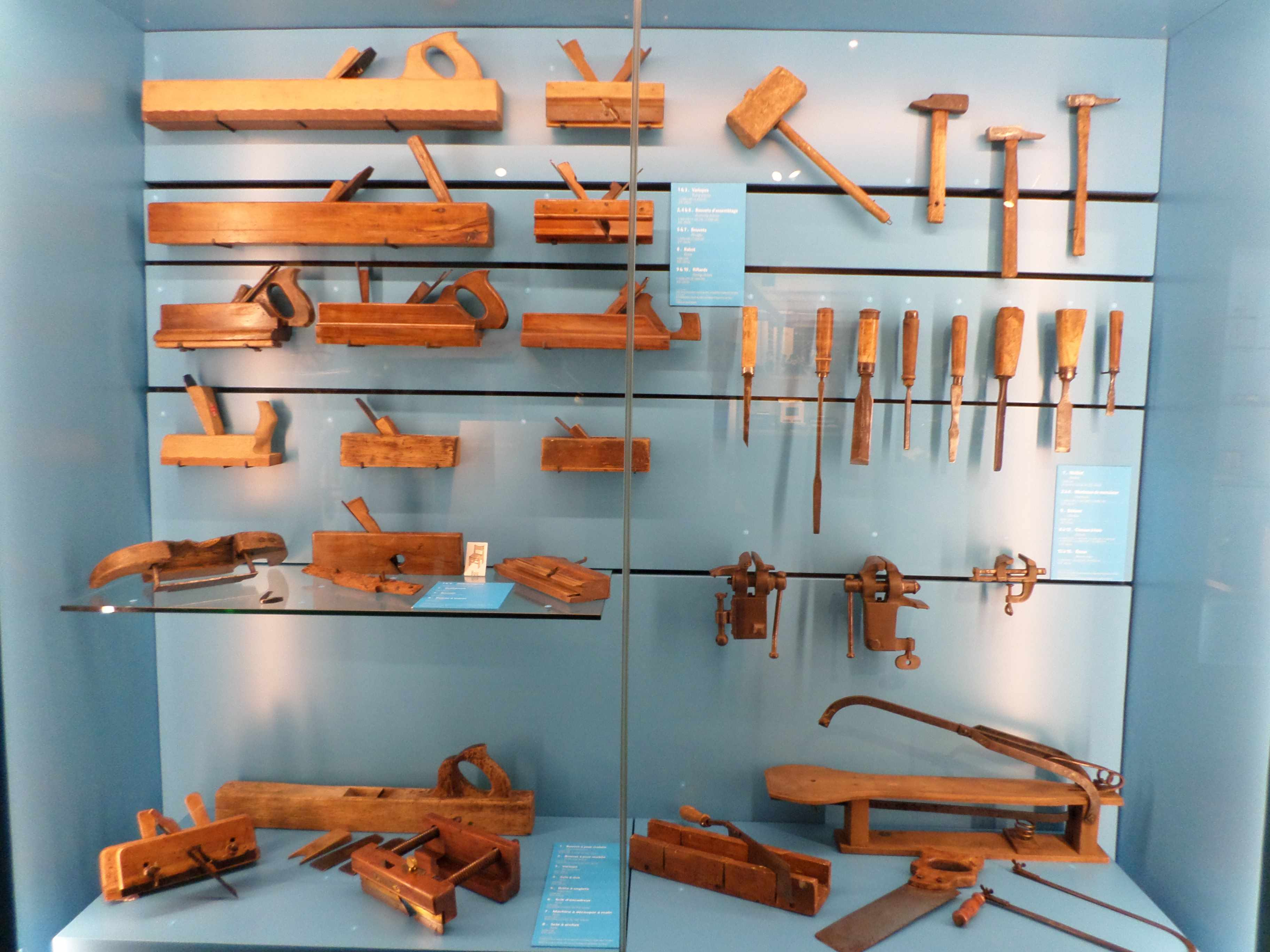
Rabots, marteaux, limes et étaux.

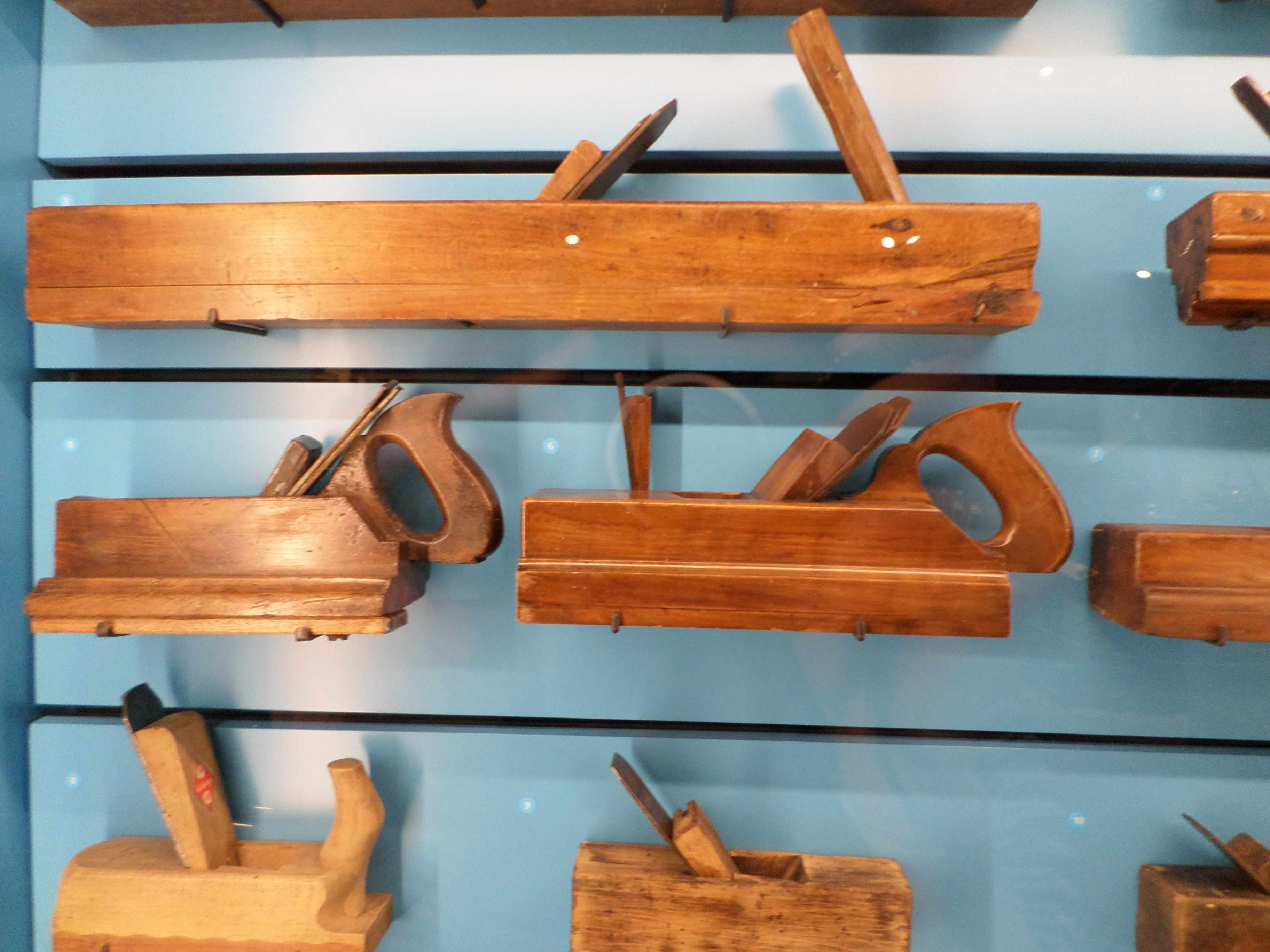
Rabots.

Un rabot se tient fermement à une ou deux mains (voire à deux personnes autrefois), à plat sur la pièce à travailler, dans des mouvements rectilignes successifs, généralement dans le sens du fil du bois, jusqu'à obtention du résultat souhaité.
Les Japonais utilisent le rabot en tirant (ci-contre) alors qu'il est utilisé en poussant par les Occidentaux.
Après les travaux de rabotage, on utilise parfois un racloir qui parfait l'état de surface des bois. Puis on peut achever le travail par un ponçage puis par un vernissage au bouche-pores.

### Inclinaison du fer
Le fer forme avec la semelle un angle - le basile, de généralement 45 degrés.
Toutefois, plus cet angle fermé, plus l'attaque du bois est douce et évite l'arrachage de fibres du bois. Les rabots à angle faible, jusqu'à 12 degrés, sont les plus précis et utilisés pour la finition ou le rabotage du bois de bout (rabot de bout). Le biseau est alors orienté vers le haut. Sur les rabots à angle faible, l’angle d'affûtage du biseau permet de modifier l'angle d'attaque.
Sur un rabot traditionnel, l'angle de coupe est donné par la position de la lame et la dépouille par l'angle d’affûtage de l'outil).

## Types de rabots et usage
Il existe différents types de rabot en fonction du travail auquel ils sont destinés et du niveau de finition attendu.
Il est à noter que chez certains constructeurs, les rabots sont numérotés, de 1 à 8 selon leur taille ou leur usage, d'après un système initié par la firme Stanley,.

### Dégrossir, aplanir, dresser
- Le riflard est un grand rabot, légèrement plus court que la varlope, à une ou deux poignées, qui sert à dresser (rendre droit) le bois de charpente[5]. Il possède un fer légèrement arrondi (mais une semelle plate). Il permet de dégrossir le travail. Par exemple lors de la « mise à blanc » des bois après le débit des plateaux et avant le travail de finition (dégauchissage) à la varlope. Le riflard est ainsi souvent utilisé avec des mouvements obliques par rapport au sens du fil afin d'augmenter la productivité par une coupe en « quasi travers-fil ».
- La varlope permet de dresser de grandes surfaces. Sa longueur, de 70 à 80 cm, s'affranchit des creux et des bosses de la pièce de bois à dresser.
- La demi-varlope, de 45 cm environ, a la même fonction que la varlope, mais est plus mobile.
- La galère est un gros rabot de charpentier et de menuisier qui sert à dégrossir le bois le plus grossier.
- La colombe est une grande varlope renversée. Elle est employée par les tonneliers ou les boisseliers afin de modifier les tranches latérales des planches. L'utilisation de la colombe est dangereuse en raison de son poids.

Pour aplanir, ces rabots à main sont le plus souvent remplacés par la dégauchisseuse.

### Rainurer
- le bouvet était utilisé par exemple, pour le rainurage des lames de plancher.
- Le rabot à dents est utilisé pour strier la surface inférieure d'une pièce en vue d'y appliquer de la colle.

### Sculpter, moulurer
Les rabots à moulures ont un fer et une semelle qui ont la forme en négatif de la moulure à former. Ils portent parfois le nom de la figure qu'ils tracent dans le bois.
- La doucine est un rabot utilisé pour former la double courbure de la moulure en doucine. Cet outil est à l'origine de l'expression « pousser la doucine », employée par les compagnons menuisiers pour qualifier l'attitude d'un compagnon trop obséquieux à l'égard de son patron[6].
- Le rabot noisette est un rabot de très petite dimension utilisé en lutherie pour former les voutes de la table et du dos des instruments à cordes (violon...)[7].Rabot noisette de luthier.
- le talon, etc.

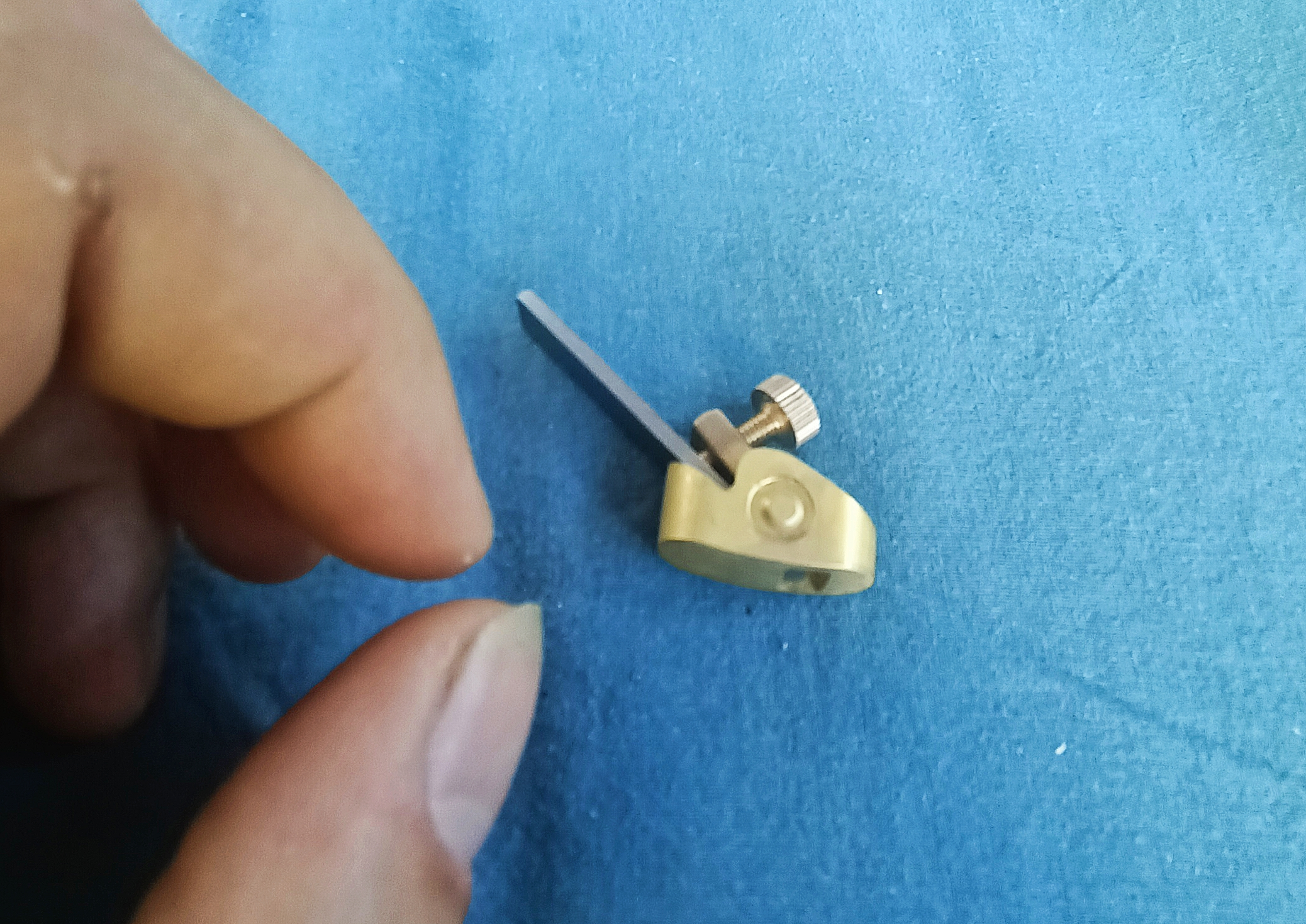
Rabot noisette de luthier.

Pour les rainures, certaines feuillures et sculptures, les rabots à main sont remplacés par la défonceuse.

### Aplanir une dépression

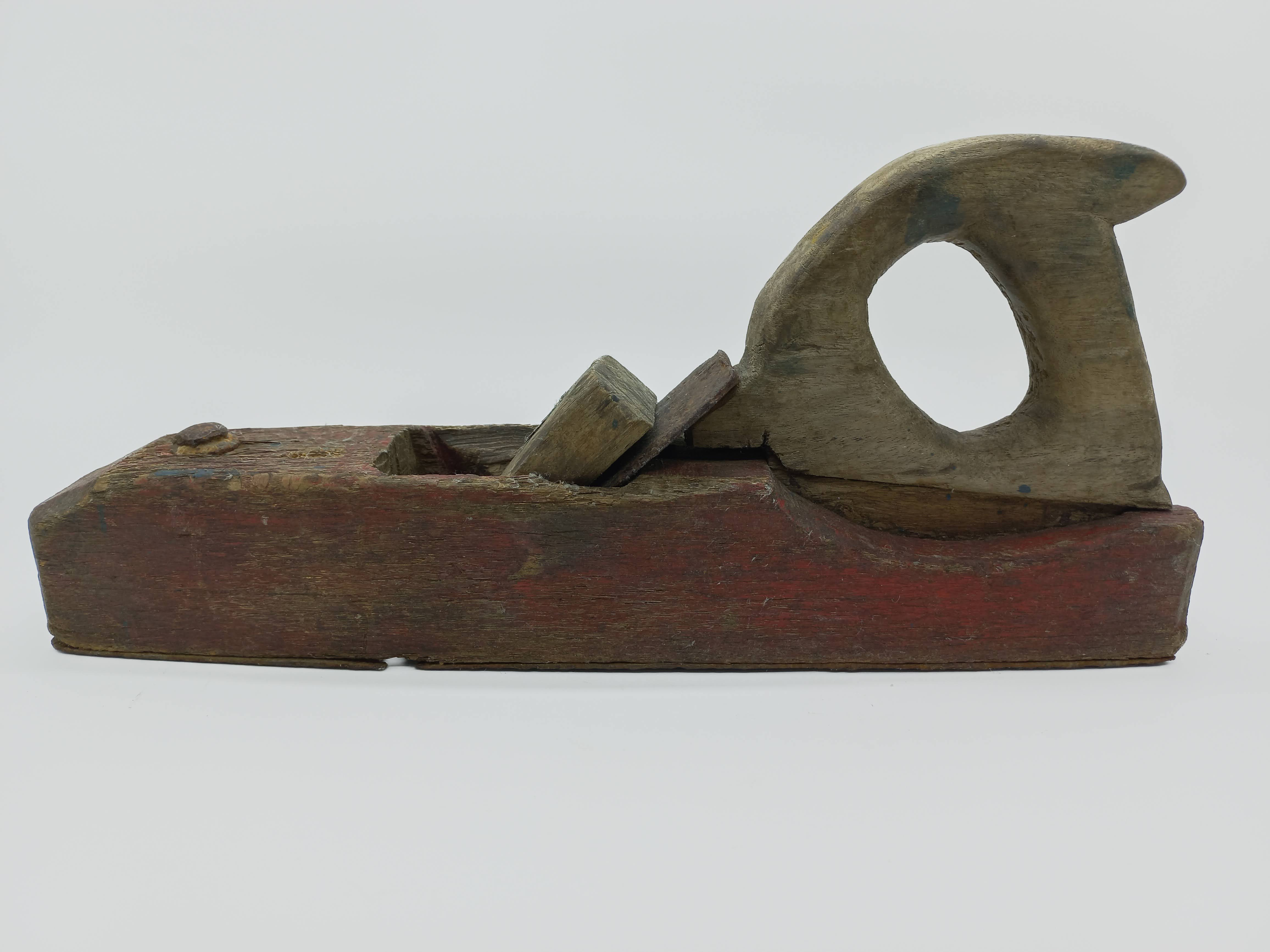
Rabot à main.

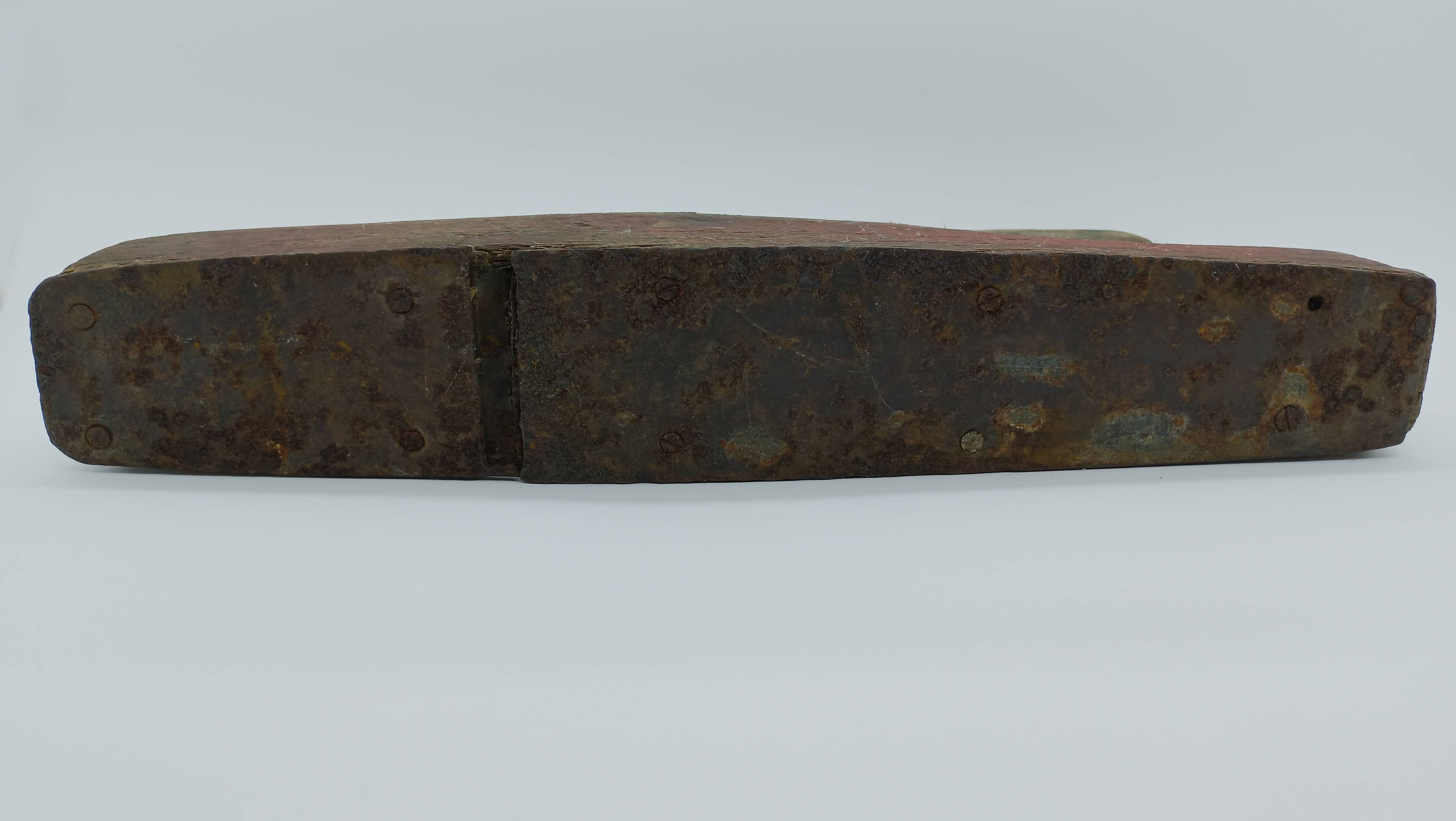
Fond de rabot à main.

Ces petits rabots permettent un travail fin sur des moulures, des petites surfaces ou des anfractuosités. S'ils partagent le principe du rabot (un fer qui racle le bois), leur structure est légère et se limite à un racloir monté sur poignées.
- La guimbarde
- Le tarabiscot est un support simple où s'insère une lame formée à façon par l'ébéniste à la meule ou à la lime, pour être adaptée à au travail à accomplir ; elle comporte en général un morfil crée spécifiquement pour améliorer la coupe. Une butée latérale permet de suivre le champ d'une pièce et permet de créer des moulures courbes. Selon l'angle d'incidence, l'ébéniste enlève par raclage au cours de passes successives des copeaux qui forment la moulure.
- Le wastringue

### Feuillures, ajustement des tenons
- Le guillaume sert pour réaliser des feuillures, il est souvent muni d'un butée latérale ainsi que d'un fer additionnel : "le grain d'orge" permettant une coupe latérale. Il permet aussi de retoucher les épaulements de tenons.
- Le feuilleret.

### Autres
- la mouchette sert à former et arrondir les baguettes
- le rabot d'atelier a sa la lumière (et donc son fer) décalée vers l'arrière de l'outil ; la partie de la semelle située au-delà du fer est ainsi allongée, améliore la stabilité du rabot lors de l'attaque et évite son basculement au bord de la pièce de bois.
- Le rabot d'établi est plus lourd et possède un fer plus large. Il est utilisé pour les finitions et le surfaçage perfectionniste (avant l'utilisation des racloirs).
- Le rabot racloir est utilisé dans les bois difficiles (présence de contre-fil) ou pour donner un fini à la surface permettant d'éviter certains ponçages.
- Le rabot racloir à poignée sert à décaper et à enlever les surplus de colle.
- le rabot cintré ou rond possède une semelle convexe ou concave.
- Le rabot à cofrer à une semelle convexe dans sa largeur et droite dans sa longueur. Il est principalement utilisé en charpente marine pour creuser l'intérieur des virures ( planches de bois formant l'enveloppe du navire ).
- le rabot à mettre d'épaisseur.

## Histoire

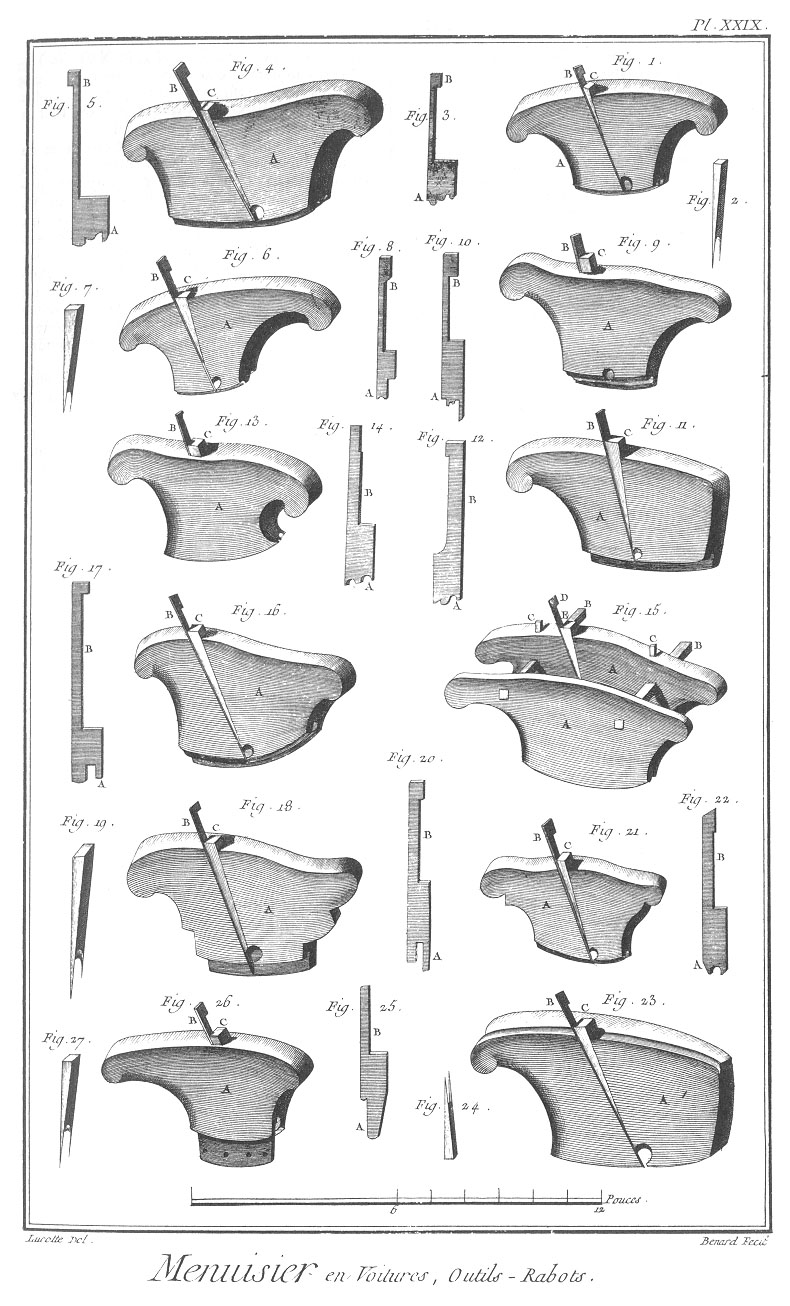
Série de rabots destinés à fabriquer des chaises à porteur.

Le rabot était classé anciennement dans la famille des outils à fût, c'est-à-dire les instruments composés d'un fût, c'est-à-dire d'une pièce de bois en forme de long billot et d'un fer plat et tranchant.
Les fûts, historiquement taillés dans le bois, existent aujourd'hui en métal et en matière synthétique.
Le rabot est un outil à main, mais il en existe aujourd'hui des variantes électriques, permettant de soulager l'ouvrage. Ou d'autres artisanales, réalisés par la main de l'homme pour s'adapter au domaine dans lequel le maître décide de l'employer.

### Origines
Le rabot est apparu pour la première fois à l'âge du Fer. Des représentations graphiques de l'outil ont été retrouvées dans les pays romains ou romanisés, sur les monuments funéraires. La plupart d'entre-eux appartiennent à la famille des riflards, ou des rabots ordinaires, un peu plus longs que ceux de l'époque moderne. Des fouilles archéologiques ont permis de confirmer ces hypothèses avec la reconstitution de rabots gallo-romains anciens composés de deux poignées avant et arrière, une semelle souvent en fer ou en bronze avec des clous épais. À l'inverse les rabots scandinaves, plus courts sont alors destinés à la construction maritime.
À la fin de la période impériale romaine, on ne se limite plus à travailler les surfaces en plans. Deux variétés de rabots sont à distinguer. Certaines sont destinées à faire des moulures en creux ou en relief, d'autres permettent d'assembler les panneaux de bois. Leur utilisation dans l'ameublement s'amplifie au cours du Moyen Âge et jusqu'au XVe siècle. Leurs traces sont attestées dans une iconographie abondante. Plusieurs bouvets font aussi leur apparition. Les artisans ont imaginé des bouvets qu'ils peuvent régler, capables de coulisser et de maintenir une conduite malléable.

### XVIe–XVIIesiècles
À cette époque, les rabots se caractérisent par le fait de n'avoir qu'une seule corne à l'avant. Une représentation de rabot dans la Mélancolie d'Albrecht Dürer est remontée en volute.
Les varlopes font partie des rabots les mieux conservés. Leurs poignées sont sculptées avec des motifs d'animaux ou de végétaux (dauphins, sirènes, arbres...). Véritables objets de curiosités, ils sont considérés alors comme des pièces de musée. Ils sont dotés de cornes. Mais leur terminologie reste variable en fonction de leur localisation.